# Helmut Schoeck
Helmut Schoeck (ur. 3 lipca 1922 w Grazu, zm. 2 lutego 1993) – austriacki socjolog, profesor, badacz zjawiska zawiści, autor monumentalnego dzieła o tym zjawisku pt. Zawiść. Teoria społeczeństwa. Uczestnik amerykańskiego ruchu konserwatywnego.

## Życiorys
Czasy dzieciństwa oraz młodości spędził na terenie Badenii-Wirtembergii. Ukończył liceum w Ludwigsburgu. Według świadectwa kolegi, jako jedyny uczeń w szkole nie należał do Hitlerjugend. Kontynuował naukę, studiując medycynę, filozofię i psychologię w Monachium i Trewirze. Doktoryzował się w 1948 w Tybindze u prof. Eduarda Sprangera (temat pracy: Karl Mannheim jako socjolog wiedzy). Od 1950 wykładał na uczelniach amerykańskich: Uniwersytecie Yale, Fairmont State College w Wirginii i Uniwersytecie Emory’ego w Atlancie. Na tej ostatniej uczelni od 1954 do 1965 był profesorem socjologii.
W 1964 popierał kandydaturę Barry Goldwatera na prezydenta Stanów Zjednoczonych. Był członkiem Mont Pelerin Society. W 1965 wrócił do Niemiec, gdzie powołano go na stanowisko dyrektora Instytutu Socjologii na Uniwersytecie w Moguncji. Wykładał tam do emerytury, na którą przeszedł w 1990. Po powrocie do Niemiec ostro polemizował z nową lewicą i ideologami ruchu pokolenia 1968. Stawiał też tezę, że w XX-wiecznej humanistyce, psychologii oraz naukach społecznych można zauważyć wyraźną tendencję do unikania pojęć zazdrości i zawiści. Uznawał skłonność do zawiści za zjawisko uniwersalnie ludzkie, jednak występujące w poszczególnych kulturach w bardzo nierównomiernym nasileniu.

## Publikacje

### Wybrane publikacje amerykańskie
- Scjentyzm i wartości (1960)
- Pomoc zagraniczna zweryfikowana. Krytyczna ocena (1958)
- Relatywizm a badania nad człowiekiem (1961)
- Psychiatria i odpowiedzialność (1962)
- Finansowanie opieki zdrowotnej (1962)
- Nowy spór w ekonomii: sektor publiczny versus prywatny (1963
- Centralne planowanie i neomerkantylizm (1964)[1]

### Wybrane publikacje niemieckie
- Nietzsches Philosophie des „Menschlich-Allzumenschlichen“ (1948, dotyczyło filozofii nitzscheańskiej)
- Socjologia. Historia jej problemów (1952 i wydania kolejne)
- Stany Zjednoczone. Motywy i struktury (1958)
- Zawiść. Teoria społeczeństwa (1966, w Stanach Zjednoczonych w 1969 jako Envy: A Theory of Social Behavior, przekłady na kilkanaście języków obcych)
- Czy osiągnięcia są nieprzyzwoite? (1971)[1]

### Inne
Wydał w 1969 Słownik socjologiczny, który doczekał się wielu wydań. Przełożył na język niemiecki Socjologię religii Joachima Wacha. Pisał teksty dla Welt am Sonntag oraz konserwatywnej Epoche.